# William H. Bradley

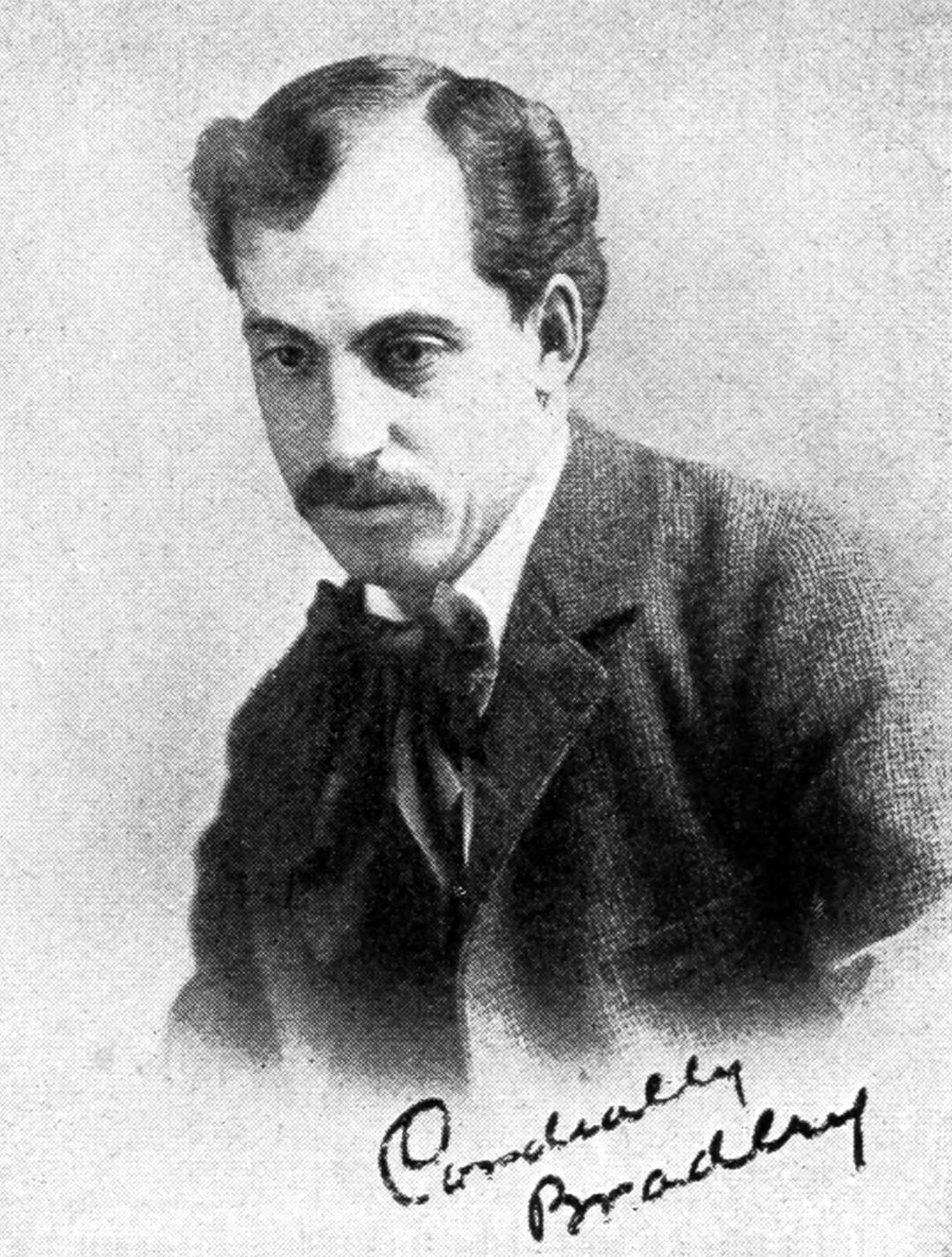
William H. Bradley

William H. Bradley (* 10. Juli 1868 in Boston, Massachusetts; † 25. Januar 1962 in La Mesa, Kalifornien) war ein US-amerikanischer Zeichner und Illustrator.
Bradley war der Sohn eines Zeichners; ab 1881 absolvierte er eine Lehre in einer Druckerei im nördlichen Michigan. Ab 1885 war er in verschiedenen Druckereien in Chicago tätig. Seit Anfang der 1890er Jahre arbeitete Bradley als Zeichner und Illustrator und wurde rasch zum maßgeblichen Künstler des amerikanischen Plakats.
Nach Veröffentlichung eines Artikels über Bradley und seine Plakate im STUDIO 1895 wurde Bradley zur ersten Ausstellung im „Salon de l’Art Nouveau“ von Siegfried Bing eingeladen. 1895 eröffnete er eine eigene Druckerei in Springfield, Massachusetts. In diesen Jahren entstanden seine besten und charakteristischsten Arbeiten im Jugendstil, dessen berühmtester Vertreter er für Amerika wurde. Während des ersten Viertels des 20. Jahrhunderts war Bradley der bestbezahlte Künstler in den Vereinigten Staaten. Auf seine Entwürfe geht die Bradley-Schrift zurück.